# Moschea Al-Dissi
La moschea al Dissi (in arabo مسجد الديسي‎?) è un'antica moschea situata nella Città Vecchia di Gerusalemme, al vertice del Quartiere armeno. Ha un minareto alto circa 15 metri e un'area totale di circa 60 metri quadrati. L'area di preghiera della moschea si trova lungo un piccolo corridoio dietro il cancello d'acciaio principale.

## Storia

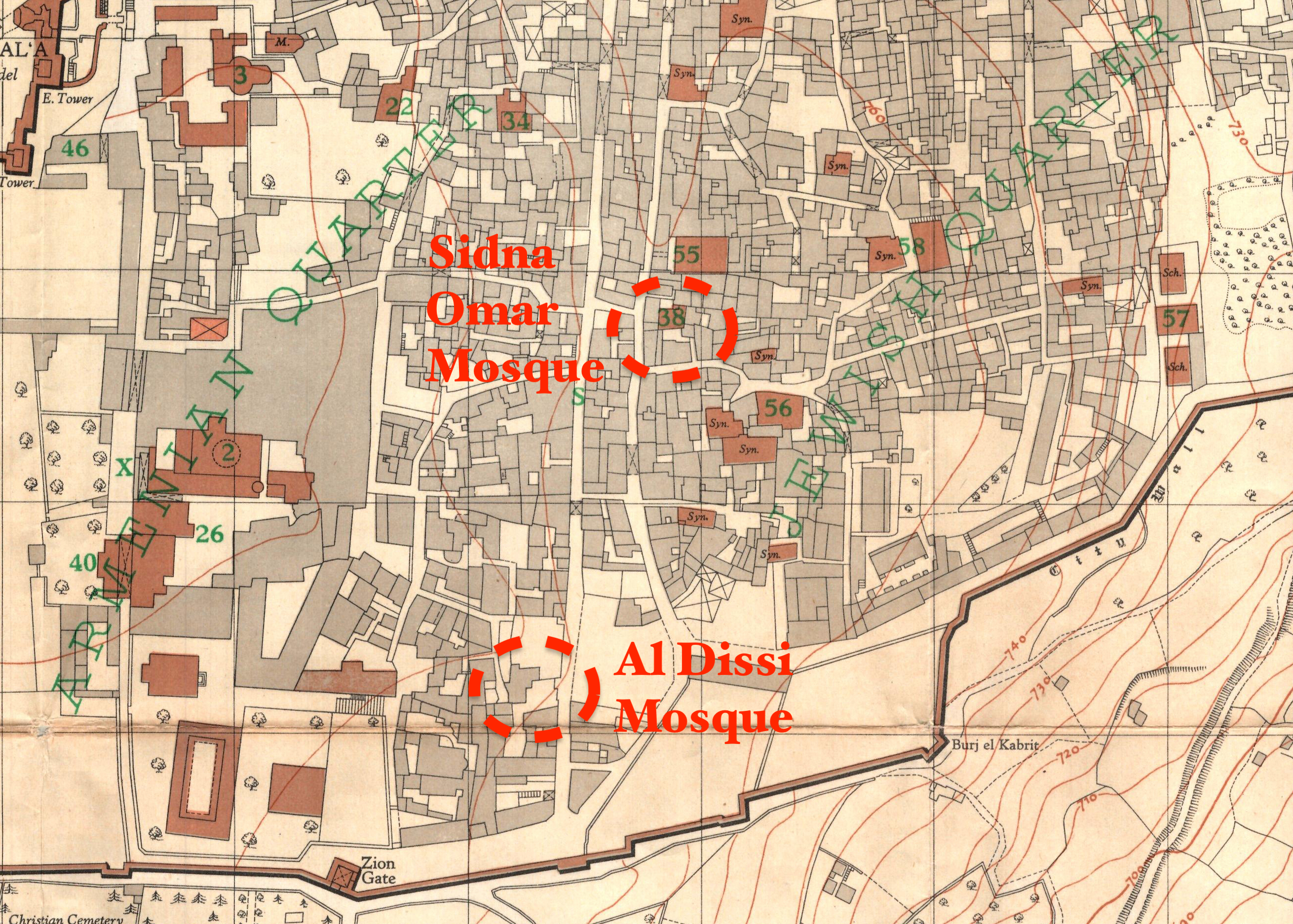
Posizione della moschea, tra il quartiere armeno e quello ebraico, 1936

La moschea fu fondata nel 1487 da Al-Kameli ibn Abu-Sharif e venne successivamente chiamata "Al Dissi" in onore dell'omonima famiglia di Gerusalemme.
I lavori di demolizione del 1967-1976 eseguiti dalla "Jewish Quarter Development Company" adiacente al sito danneggiarono la struttura della moschea che fu in seguito ristrutturata dal waqf islamico.
Nel 2018 il re del Marocco, Muhammad VI del Marocco, ne finanziò la ristrutturazione.